# Natalia Morskova
Natalia Morskova (en ruso: Наталья Морскова, nacida en Rostov el 17 de enero de 1966) es una española, de origen ruso, balonmanista profesional, entrenadora, empresaria y comentarista deportiva. Compitió para la Unión Soviética en la Juegos Olímpicos de Seúl 1988 y para el Equipo Unificado en la Juegos Olímpicos de Barcelona 1992. Cuenta con dos medallas de bronce.

## Trayectoria
Inició su carrera deportiva como balonmanista con 12 años en la escuela de su ciudad natal, Rostov, animada por su profesora Viktoria Popov. Contó siempre con el apoyo de su padre, boxeador de profesión, que le transmitió su amor por el deporte. Probó también la natación, el ballet, la esgrima, el baloncesto, el atletismo o la gimnasia rítmica, cortando con todos para centrarse definitivamente en el balonmano.
Logró su primer oro en el Mundial Junior de 1985 de Seúl, con el equipo de la Unión Soviética, venciendo a Corea. En 1986 ganó su segundo oro, el primero absoluto, aportando 62 goles al equipo. En total, cuenta con tres oros en Campeonatos Mundiales, el junior en Seúl y los dos absolutos en 1986 y 1990, con la selección de Unión Soviética. 
En los Juegos Olímpicos de Seúl 1988 compitió por la Unión Soviética. Jugó los cinco partidos y metió 25 goles durante la competición de 1988. Ganó la medalla de bronce.
Cuatro años más tarde, en 1992 participó en los Juegos Olímpicos de Barcelona 1992 con el Equipo Unificado, nombre usado por los equipos deportivos de las antiguas repúblicas de la Unión Soviética (excepto los Países bálticos). Jugó los cinco partidos y metió 45 goles. Ganó su segunda medalla de bronce olímpica. 
En 1991 llegó a España afincándose en La Eliana en la Comunidad Valenciana donde reside. Fue un fichaje estrella de El Osito L’Eliana y trabajó a las órdenes de Cristina Mayo.
Ha logrado trece títulos de la Liga Española y once Copas de la Reina. Más tarde la hispanorrusa representó a España en campeonatos internacionales jugando con la Selección femenina de balonmano de España cuando Cristina Mayo fue seleccionadora. Marcó 396 goles.
Tiene la Copa de Europa de 1997 con El Osito L’Eliana, ante las danesas del potente equipo de Viborg. Y dos Recopas de Europa con el Rostov y con El Osito L’Eliana.
En 2004, con 38 años, se vio forzada a retirarse del balonmano a causa de las lesiones (ha sufrido once operaciones en las rodillas) después de 28 años dedicada a este deporte como jugadora profesional.
Ha fundado su propia empresa y ha dirigido equipos de la escuela de balonmano de La Eliana. En 2012 la hispanorrusa ha sido entrenadora del Aicequip, residente en el municipio de Camp de Turia y único equipo de la provincia de Valencia en la División de Honor. Es contratada para dirigir al primer equipo en la temporada 2012/13, que concluye como tercer mejor equipo español de la Copa EHF de balonmano femenino (Women´s EHF Cup).
Desde 2015 es comentarista deportiva de televisión, en la cadena Teledeporte, canal temático de Televisión Española dedicado al mundo del deporte. 
Tiene una hija llamada Natasha y un nieto, hijo de esta, llamado Bogdan.

## Relevancia
En 2001 fue elegida tercera mejor jugadora mundial del año. La Prensa la ha comparado con Maradona y Michael Jordan, considerándola una leyenda del balonmano y entre las mejores jugadoras de todos los tiempos. Fue una de las trece elegidas como mejores jugadoras del siglo XX.